# Christine Amertil
Christine Amertil (Nassau, 1979. augusztus 18. –) bahamai atlétanő.
A 2007-es pánamerikai játékokon ezüstzérmes lett négyszáz méteres síkfutásban, továbbá két érmet jegyez a fedett pályás világbajnokságról. A berlini világbajnokságon Chandra Sturrup, Debbie Ferguson-McKenzie és Sheniqua Ferguson társaként tagja volt a négyszer száz méteren ezüstérmes bahamai váltónak.

## Egyéni legjobbjai
- 100 méter síkfutás - 11,47
- 200 méter síkfutás – 22,58
- 400 méter síkfutás – 50,09